# 环球直播室
环球直播室（英语：Global News Live）是香港凤凰卫视的周播晚间新闻节目，于2011年在凤凰卫视资讯台开播，该节目最初是日播节目，于周二至周六11:00-11:30播出，后改为周播，于每周日播出，2013年起改为周六23：00播出。该节目曾在凤凰卫视中文台播出。该节目通过连线世界各地直播室，推行全方位环球直播。主持人有任韧、卢琛、简福疆。目前该节目已经停播撤并至《时事直通车》。

## 播出时间[1]
- 首播：凤凰卫视资讯台，周六23：00-00：00
- 重播：凤凰卫视资讯台，周日06：00-07：00、11：00-12：00

## 环节
- 环球焦点
- 国际要闻
- 一周新闻特写
- 环球短讯
- 环球财经